# Macrolobium pittieri
Macrolobium pittieri är en ärtväxtart som först beskrevs av Nathaniel Lord Britton och Joseph Nelson Rose, och fick sitt nu gällande namn av Robert Walter Schery. Macrolobium pittieri ingår i släktet Macrolobium och familjen ärtväxter. IUCN kategoriserar arten globalt som starkt hotad. Inga underarter finns listade i Catalogue of Life.